# Майор Грім: Чумний Доктор
«Майор Грім: Чумний Доктор» — російський супергеройський фільм режисера Олега Трохима, заснований на серії однойменних коміксів російського видавництва Bubble Comics. Є першим повнометражним фільмом за мотивами російських коміксів. Дія фільму відбувається в Санкт-Петербурзі, а сюжет оповідає про те, як майор поліції Ігор Грім, відомий своїм непримиренним ставленням до злочинності, чесністю, непідкупністю, а також детективними здібностями і навичками рукопашного бою, переслідує вбивцю-вігіланта в масці чумного лікаря.
Тизер фільму вперше був показаний 30 вересня 2017 року на фестивалі «ИгроМир / Comic Con Russia 2017», після чого фільм на деякий час зіткнувся з труднощами у виробництві. Через три роки, на фестивалі Comic Con Russia 2020 був представлений повноцінний трейлер, незабаром була обнародувана і дата російської прем'єри — 1 квітня 2021 року. Прем'єрний показ «Майора Грому» відбувся в Санкт-Петербурзі 26 березня 2021 року.

## Сюжет
Сюжет фільму заснований на першій сюжетній арці коміксу «Майор Грім» (випуски № 1-10).
В Санк-Петербурзі з'являється невідомий злодій - Чумний лікар, який "вершить правосуддя", спалюючи нечесних людей, яких суд не може покарати через корупцію (багаті власники банків, сини депутатів тощо). Злочинець повідомляє про свої дії завдяки соціальній мережі Vmeste, створеній Сергієм Розумовським, чоловіком, який прагнув надати можливість переглядати і давати будь-яку інформацію всім людям (і на додачу, робити це анонімно). Майор Ігор Грім, як борець за справедливість, прагне взятись за цю справу, проте його усувають, оскільки правоохоронні органи прислали інших, більш відомих і "професіональних" кандидатів. Це не зупиняє Ігоря і він починає таємно розслідувати цю справу.

## В ролях
| Актор                    | Роль                                                                                            |
| ------------------------ | ----------------------------------------------------------------------------------------------- |
| Тихон Жизневський        | майор Ігор Грім                                                                                 |
| Любов Аксьонова          | Юлія Пчолкіна, блогер і журналістка                                                             |
| Олександр Сетейкін       | Дмитро Дубін, стажист і напарник Грома                                                          |
| Олексій Маклаков         | генерал Федір Прокопенко, начальник Грома                                                       |
| Сергій Горошко           | Сергій Розумовський, мільярдер і філантроп, засновник соцмережі «VMESTE»                        |
| Дмитро Чеботарьов        | Олег Волков, друг дитинства і охоронець Розумовського                                           |
| Михайло Євланов          | Євген Стрєлков, співробітник ФСБ, призначений з Москви для розслідування справи Чумного Доктора |
| Kyivstoner               | лідер банди футбольних фанатів, інформатор Грома                                                |
| Олег Чугунов             | Олексій Макаров, вихованець дитячого будинку                                                    |
| Антон Богданов           | «Ватажок»                                                                                       |
| Микита Кологривий        | «Псих»                                                                                          |
| Ойсель Море Деспайгне    | «Громила»                                                                                       |
| Юлія Паршута             | Анна Теребкіна, ведуча новин                                                                    |
| Юрій Насонов             | Кирило Гречкін, син мільярдера                                                                  |
| Анна Невська             | Ольга Ісаєва, глава «РосГарантБанка»                                                            |
| Віталій Хаєв             | Альберт Бехтієв, підприємець, господар казино «Золотий дракон»                                  |
| Олег «Меджікул» Сапронов | співак в казино                                                                                 |
| Костянтин Хабенський     | Веніамін Рубінштейн, лікар-психіатр (в сцені після титрів)                                      |
| Віталій Мілонов          | камео                                                                                           |
| Роман Котков             | камео                                                                                           |

## Виробництво

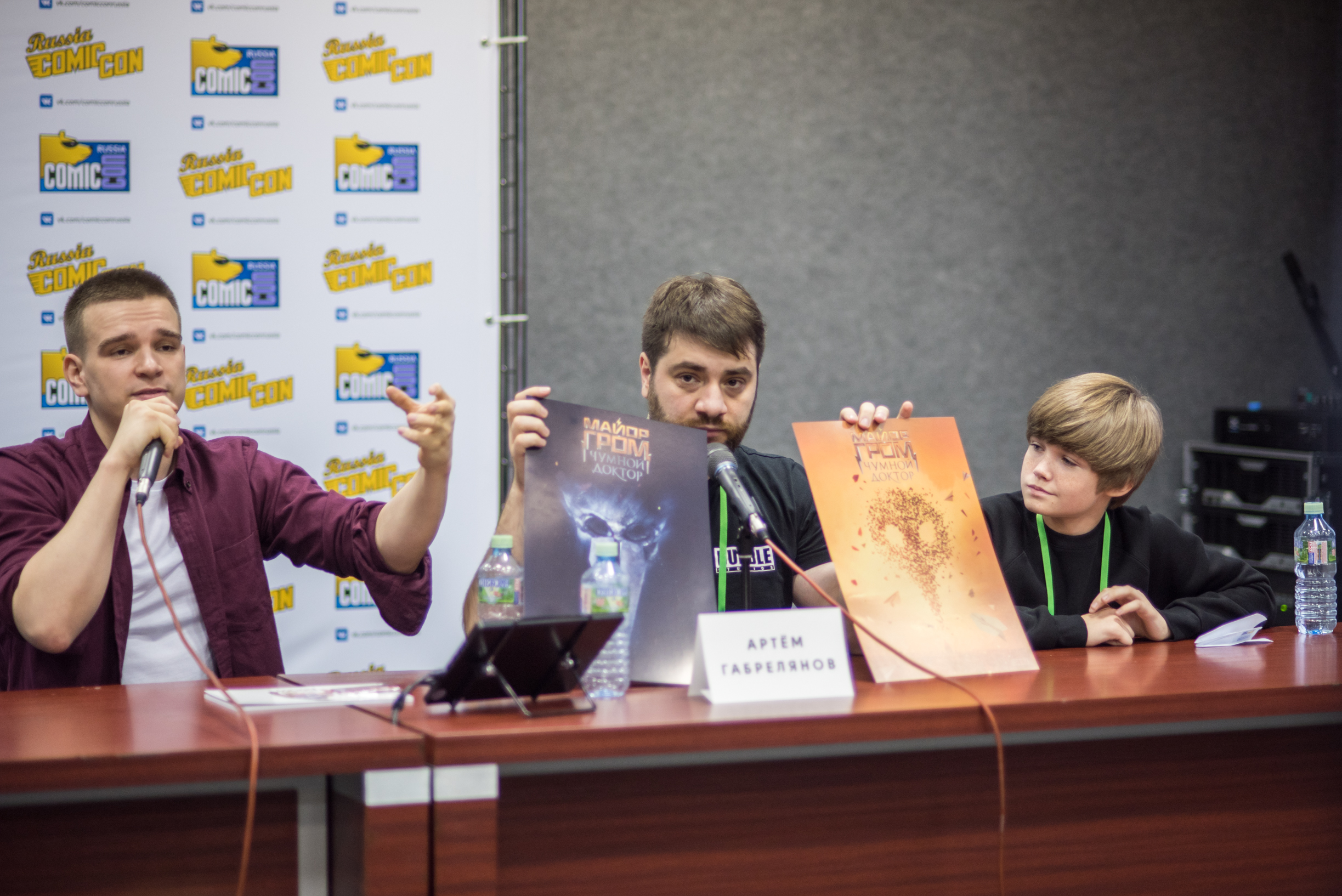
Володимир Бесєдін, Артем Габрелянов і Олег Чугунов. Презентація фільму «Майор Грім. Чумний Доктор» на фестивалі «Ігросвіт»/Comic Con 2017

Представники Bubble Studios не раз заявляли, що короткометражка «Майор Грім» буде пробним проектом перед зйомками повнометражного фільму, за якою, в разі успіху, підуть екранізації та інших серій коміксів Bubble. Сюжет очікуваної стрічки буде запозичений з першої сюжетної арки оригінальних коміксів, що оповідає про боротьбу майора Грому з серійним вбивцею, що ховається під маскою чумного доктора. В самому сценарії керівники Bubble Studios планують залишити приблизно 80 % від сюжету оригінальних коміксів і додати 20 % «нового контенту». Було заявлено, що Bubble Studios планує залучити до картини американських акторів, знімати фільм англійською мовою і запустити його в міжнародний прокат, але з ухилом на західний ринок. Над повнометражним «Майором Громом» повинні були працювати ті ж люди, що і над короткометражним.
Основні зйомки фільму проходили з вересня по грудень 2019 року в Санкт-Петербурзі. За словами творців, над фільмом протягом 78 змін працювала команда з більш ніж 250 чоловік. Пізніше, в жовтні 2020 року, пройшли невеликі дозйомки фільму в Москві.

## Касові збори та популярність
Перед прем'єрою аналітики «Бюлетеня кінопрокатника» прогнозували, що в перший уїк-енд фільм збере 200 мільйонів рублів. Однак фільм стартував вдвічі скромніше цих очікувань і заробив в перший уїк-енд лише 105 мільйонів. У другий уїк-енд фільм зібрав близько 66 мільйонів рублів, довівши загальну цифру, з урахуванням дня прем'єри, до 222 мільйонів. У ЗМІ припускають, що до кінця прокату фільм навряд чи може окупити оголошений бюджет в 640 мільйонів рублів.
Щоб підтримати фільм «сарафанним радіо», фанати коміксів Bubble влаштували ряд флешмобів в соціальних мережах, привертаючи увагу до картини. Хтось невідомий навіть орендував білборд в Москві, де транслювалися повідомлення з Твіттера від фанатів Майора Грому, закликають піти на фільм. Габрелянов відкинув всі звинувачення в тому, що Bubble має відношення до подібних акцій: «Це неефективно. Нам простіше наші ж гроші безпосередньо вкласти в касу фільму, ніж втрачати половину в кінотеатрах».
Крім того, Габрелянов повідомив, що, незважаючи на провал в російському прокаті, є шанс добрати збори за рахунок продажу за кордон, на Захід і в Китай. Є також можливість добрати і за рахунок продажу на стримінгові платформи, але для цього фільм має бути успішним в інших країнах, а це, в свою чергу, залежить від маркетингу. Продовження екранізацій коміксів Bubble може побачити світло також, якщо знімати спеціально для онлайн-платформ на їх замовлення і фінансування.